# Muggles' Mansion
Muggles' Mansion은 대한민국의 음악 프로듀서 코드 쿤스트의 3번째 정규 음반으로, 하이그라운드를 통해 2017년 2월 28일에 발매되었다. 한국 힙합 어워즈 올해의 힙합 앨범 후보에 올랐고, 가온 앨범 차트 26위를 기록했다.

## 배경
코드 쿤스트는 <스포츠월드>와의 인터뷰에서 음반 제작 배경을 밝혔다.
이번 앨범의 기획은 "Parachute"에서 출발했는데, 많은 뮤지션이 모인 자리에서 느낀 감정을 곡으로 옮겼다. 대략 설명하면, 모든 래퍼가 그렇지는 않겠지만 간혹 음악이 잘 나가면 신분이 상승했다고 느끼는 분들이 있다. '난 음악을 하는 사람이고, 너희보다 위에 있는 사람이다'라는 생각을 하는 뮤지션들이 있는데, '너희들도 일반인들과 똑같은 존재다'라는 말을 음악으로 해주고 싶었다.

## 음악 및 가사
코드 쿤스트는 자신을 '연예인이 아니라 음악을 하는 일반인'이라고 생각해 이를 음반의 주제로 삼았다. 그는 "Artistic"에서 자신은 예술을 하고 있다고 밝히고, "향수"와 "This Is"에서 자신의 예전과 지금을 이야기한다. "Fire Water"에서 남녀 간의 사랑을 물과 불에 비유하고, "Born from the Blue"에서 누구나 가지고 있는 우울함을 다룬다. "Cruz"에서 '천천히 가보자'는 메시지를 던지고, "X"에서 남녀가 데이트하면서 흔히 겪는 다툼을 말한다. "Parachute"에서 청춘을, "Beside Me"에서 종교적 이야기를 다룬다. "Lounge"에서 '힘들고 사회가 어지럽지만 일단 다 덮어두고 좋아하는 걸 보러가자'고 말하며 후반부 곡들을 정리한다. 또한 아웃트로 이후 한 트랙을 더 추가해 '우리가 살고 있는 인생 그리고 청춘은 아직 끝나지 않은 현재 진행형임'을 말한다.

## 평가
| 전문가 평가 | 전문가 평가 |
| 평가 점수   | 평가 점수   |
| 출처        | 점수        |
| ----------- | ----------- |
| 이즘        | 3.5/별      |
| 음악취향Y   | 4.5/별      |
| 리드머      | 3.5/별      |

<이즘>의 노태양은 참여진들이 이지적인 비트 속에서도 '기량 저하 없이 제 능력을 마음껏 발휘'했고, 코드 쿤스트는 '감독의 위치에서 19인의 뮤지션을 페르소나 삼아 자신의 이야기를 풀어나갔다'고 평했다. <음악취향Y>의 김성대는 음반이 '주인과 손님들이 똑같이 서로를 자극하고 말하고 들어주며 그것을 세상에 풀어내는 작품'이라고 평했다. <리드머>의 이진석은 '흡입력이 떨어지지 않은 코드 쿤스트의 프로덕션'을 칭찬했으나 일부 참여진의 아쉬운 퍼포먼스를 지적했다.
<이즘>의 이택용은 "Parachute"에 5점 만점에 3점을 주었다. 그에 따르면, '그루비한 비트는 오혁의 목소리가 가진 장점을 두드러지게 하며 동시에 담담한 도끼의 래핑도 자연스레 어우러지게 한다. 무엇보다 감정이 과잉되지 않아 담백하게 다가오는 곡이다.'

### 연말 목록
| 출판사 | 목록                       | 각주  |
| ------ | -------------------------- | ----- |
| <이즘> | 2017 최고의 한국 음반 10장 | [ 7 ] |

## 수상 및 후보
| 시상식           | 연도 | 부문             | 결과 | 각주  |
| ---------------- | ---- | ---------------- | ---- | ----- |
| 한국 힙합 어워즈 | 2018 | 올해의 힙합 앨범 | 후보 | [ 8 ] |

## 곡 목록
| #            | 제목                                           | 재생 시간 |
| ------------ | ---------------------------------------------- | --------- |
| 1.           | 〈Artistic (Intro)〉                           | 1:13      |
| 2.           | 〈향수〉 (featuring 넉살)                      | 3:23      |
| 3.           | 〈This Is〉 (featuring 씨잼)                   | 4:20      |
| 4.           | 〈Fire Water (Interlude)〉                     | 1:08      |
| 5.           | 〈Fire Water〉 (featuring 지소울, 타블로)      | 4:10      |
| 6.           | 〈Strongerrr〉 (featuring 로꼬, 마이노)        | 4:45      |
| 7.           | 〈More Fire〉                                  | 1:37      |
| 8.           | 〈Born from the Blue〉 (featuring 저스디스)    | 3:07      |
| 9.           | 〈Cruz〉 (featuring 루피, 펀치넬로, 어글리 덕) | 4:16      |
| 10.          | 〈X〉 (featuring 이하이)                       | 5:11      |
| 11.          | 〈Parachute〉 (featuring 오혁, 도끼)           | 4:34      |
| 12.          | 〈Beside Me〉 (featuring 비와이, YDG, 수란)    | 5:15      |
| 13.          | 〈Lounge〉 (featuring 화지)                    | 3:52      |
| 14.          | 〈White Anxiety (Outro)〉 (featuring 콜드)     | 1:42      |
| 15.          | 〈Don't Shoot Me Mama〉 (featuring 카더가든)   | 4:25      |
| 총 재생 시간 | 총 재생 시간                                   | 53:05     |

## 차트
| 차트 (2017)          | 최고 순위 |
| -------------------- | --------- |
| 대한민국 음반 (가온) | 26        |

## 판매량
| 지역     | 판매량 |
| -------- | ------ |
| 대한민국 | 1,231  |